# La Ventana, Puebla
La Ventana är en ort i Mexiko.   Den ligger i kommunen Xiutetelco och delstaten Puebla, i den sydöstra delen av landet, 190 km öster om huvudstaden Mexico City. La Ventana ligger 2 308 meter över havet och antalet invånare är 150.
Terrängen runt La Ventana är bergig. Runt La Ventana är det ganska tätbefolkat, med 90 invånare per kvadratkilometer. Närmaste större samhälle är Teziutlan, 7,8 km norr om La Ventana. Trakten runt La Ventana består till största delen av jordbruksmark.